# Maco, Davao de Oro

Bản đồ của Compostela Valley với vị trí của Maco

Maco là một đô thị hạng 2 ở tỉnh Compostela Valley, Philippines. Theo điều tra dân số năm 2000, đô thị này có dân số 65.181 người trong 13.090 hộ.

## Các đơn vị hành chính
Maco được chia thành 37 barangay.
| - Anibongan - Anislagan - Binuangan - Bucana - Calabcab - Concepcion - Dumlan - Elizalde (Somil) - Pangi (Gaudencio Antonio) - Gubatan - Hijo - Kinuban - Langgam | - Lapu-lapu - Libay-libay - Limbo - Lumatab - Magangit - Malamodao - Maripongol - Mapaang - Masara - New Asturias - Panibasan - Panoraon | - Poblacion - San Juan - San Roque - Sangab - Taglawig - Mainit - New Barili - New Leyte - New Visayas - Panangan - Tagbaros - Teresa |